# Michael Welch
Michael Alan Welch (Los Angeles, 25 de Julho de 1987) é um ator e dublador norte-americano.

## Biografia
Michael nasceu em Los Angeles, em 1987, e começou sua carreira aos dez anos.
Michael apareceu em 1998 no filme Star Trek: Insurrection, bem como nas séries de televisão Malcolm in the Middle, The X-Files, 7th Heaven, Cold Case, Without a Trace, NCIS, Crossing Jordan, The Riches e Birds of Prey. Ele também narrou o livro de Carl Hiaasen, Flush, para o CD em 2006. Um dos seus papéis mais aclamados é uma versão do Coronel Jack O'Neill quando adolescente, no Stargate SG-1, episódio "Fragile Balance". Em 2008, Michael consegui o papel de Mike Newton no filme Crepúsculo, baseado no livro de mesmo nome escrito por Stephenie Meyer. Retorna ao seu papel na sequência do filme, Lua Nova.
Welch é destaque na campanha on-line viral "Aczone: The Musical", que foi criado para informar os adolescentes sobre um novo tratamento para acne.

## Filmografia

### Cinema
| Ano       | Filme                                                       | Papel                | Notas                             |
| --------- | ----------------------------------------------------------- | -------------------- | --------------------------------- |
| 1998      | Frasier                                                     | Young Niles          | televisão, 1 episódio             |
| 1998      | Veronica's Closet                                           | Aaron                | televisão, 1 episódio             |
| 1998      | Chicago Hope                                                | Lama Topa Rinpoche   | televisão, 1 episódio             |
| 1998      | Star Trek: Insurrection                                     | Artim                |                                   |
| 1998-1999 | Two Guys, a Girl and a Pizza Place                          | Michael Rush         | televisão, 3 episódios            |
| 1999      | 7th Heaven                                                  | Donovan Birbeck      | televisão, 1 episódio             |
| 1999      | Walker, Texas Ranger                                        | Adam Crossland       | televisão, 1 episódio             |
| 1999      | Villains' Revenge                                           | Peter Pan            | Voz                               |
| 1999      | The Norm Show                                               | Jimmy                | televisão, 1 episódio             |
| 1999      | Jesse                                                       | Gabe                 | televisão, 3 episódios            |
| 2000      | American Adventure                                          | Kevin                | Filme para TV                     |
| 2000      | Ladies Man                                                  | Kyle                 | televisão, 1 episódio             |
| 2000      | Shasta McNasty                                              | Jeff                 | televisão, 1 episódio             |
| 2000      | Straight Right                                              | Joey Geddes          |                                   |
| 2000      | The Pretender                                               | Eric Gantry          | televisão, 1 episódio             |
| 2000      | Personally Yours                                            | Sam Stanton          | Filme para TV                     |
| 2000      | The Drew Carey Show                                         | Scout #1             | televisão, 1 episódio             |
| 2001      | Delivering Milo                                             | Mr. Owen             |                                   |
| 2001      | Malcolm in the Middle                                       | Josh                 | televisão, 1 episódio             |
| 2001      | The X Files                                                 | Trevor               | televisão, 1 episódio             |
| 2001      | The Ballad of Lucy Whipple                                  | Butte Whipple        | Filme para TV                     |
| 2001      | The Invisible Man                                           | Adam Reese           | televisão, 1 episódio             |
| 2001      | O Toque De Um Anjo                                          | Robbie McGregor      | televisão, 1 episódio             |
| 2001      | The District                                                | Christian Gilroy     | televisão, 1 episódio             |
| 2001      | Mickey's Magical Christmas: Snowed in at the House of Mouse | Pinocchio            | Voz                               |
| 2001      | Judging Amy                                                 | Mike Amble           | televisão, 1 episódio             |
| 2001-2002 | O Point do Mickey                                           | Pinocchio            | televisão, Voz                    |
| 2002      | Rocket Power: Race Across New Zealand                       |                      | televisão, Voz                    |
| 2002      | The Angel Doll                                              | Little Jerry Barlow  |                                   |
| 2002      | Birds of Prey                                               | Menino de 14 anos    | televisão, 1 episódio             |
| 2002      | CSI: Crime Scene Investigation                              | Todd Branson         | televisão, 1 episódio             |
| 2003      | O Mundo de Leland                                           | Ryan Pollard         |                                   |
| 2003      | Stargate SG-1                                               | Young Jack O'Neill   | televisão, 1 episódio             |
| 2003-2004 | Fillmore!                                                   | Cockney Kid          | televisão, 2 episódios            |
| 2003-2005 | Joan of Arcadia                                             | Luke Girardi         | TV                                |
| 2005      | Desaparecidos                                               | Lance                | televisão, 1 episódio             |
| 2005      | Strong Medicine                                             | Win                  | televisão, 1 episódio             |
| 2005      | Cold Case: Arquivo Morto                                    | Daniel Potter - 1972 | televisão, 1 episódio             |
| 2006      | NCIS - Investigações Criminais                              | Kody Meyers          | televisão, 1 episódio             |
| 2006      | Crossing Jordan                                             | Josh Winter          | televisão, 1 episódio             |
| 2006      | All The Boys Love Mandy Lane                                | Emmet                |                                   |
| 2007      | Um Crime Americano                                          | Teddy Lewis          |                                   |
| 2007      | Lei & Ordem: Unidade de Vítimas Especiais                   | Scott Heston         | televisão, 1 episódio             |
| 2007      | Choose Connor                                               | Max                  |                                   |
| 2007      | Remember the Daze (aka The Beautiful Ordinary)              | Stephen              |                                   |
| 2007      | Numb3rs                                                     | Kyle Clippard        | televisão, 1 episódio             |
| 2007      | CSI: Miami                                                  | Shane Partney        | televisão, 1 episódio             |
| 2008      | American Son                                                | Goldie               |                                   |
| 2008      | O Dia dos Mortos                                            | Trevor Bowman        |                                   |
| 2008      | The Riches                                                  | Ike                  | televisão, 4 episódios            |
| 2008      | My Suicide                                                  | Earl                 |                                   |
| 2008      | The Thacker Case                                            | Kevin Thacker        |                                   |
| 2008      | Crepúsculo                                                  | Mike Newton          |                                   |
| 2009      | The Grind                                                   | Josh                 |                                   |
| 2009      | CSI: Crime Scene Investigation                              | Steuben Lorenz       | televisão, 1 episódio             |
| 2009      | Lost Dream                                                  | Perry                |                                   |
| 2009      | Rough Hustle                                                | Jimmy                |                                   |
| 2009      | Lua Nova                                                    | Mike Newton          |                                   |
| 2010      | Unrequited                                                  | Ben Jacobs           |                                   |
| 2010      | Eclipse                                                     | Mike Newton          |                                   |
| 2011      | Bones                                                       | Norman Hayes         | televisão, 1 episódio temporada 6 |
| 2011      | The Twilight Saga: Breaking Dawn                            |                      |                                   |
| 2013      | Grace Unplugged                                             | Quentin              | 2014–2015                         |
| 2014-2015 | Z Nation                                                    | Mack Thompson        | 1.01–2.02                         |